# Gottlieb Amstein
Gottlieb Amstein (* 6. August 1906 in Zürich; † 18. Juli 1975 ebenda) war ein Schweizer Radrennfahrer.

## Sportliche Laufbahn
Amstein war im Strassenradsport aktiv. 1928 nahm er an den Olympischen Sommerspielen in Amsterdam teil. Im olympischen Strassenrennen kam er auf den 6. Rang und war damit bester Schweizer. In der Mannschaftswertung kam die Schweiz mit Gottlieb Amstein, Jakob Caironi, Gottlieb Wanzenried und Paul Litschi auf den 6. Platz. 
Als Amateur gewann er 1927 die Tour du Lac Léman vor Georges Aellig. 1928 wurde er Dritter in der Meisterschaft von Zürich im Amateurrennen. 1927 kam er im Amateurrennen auf den dritten Platz.